# Echeveria agavoides

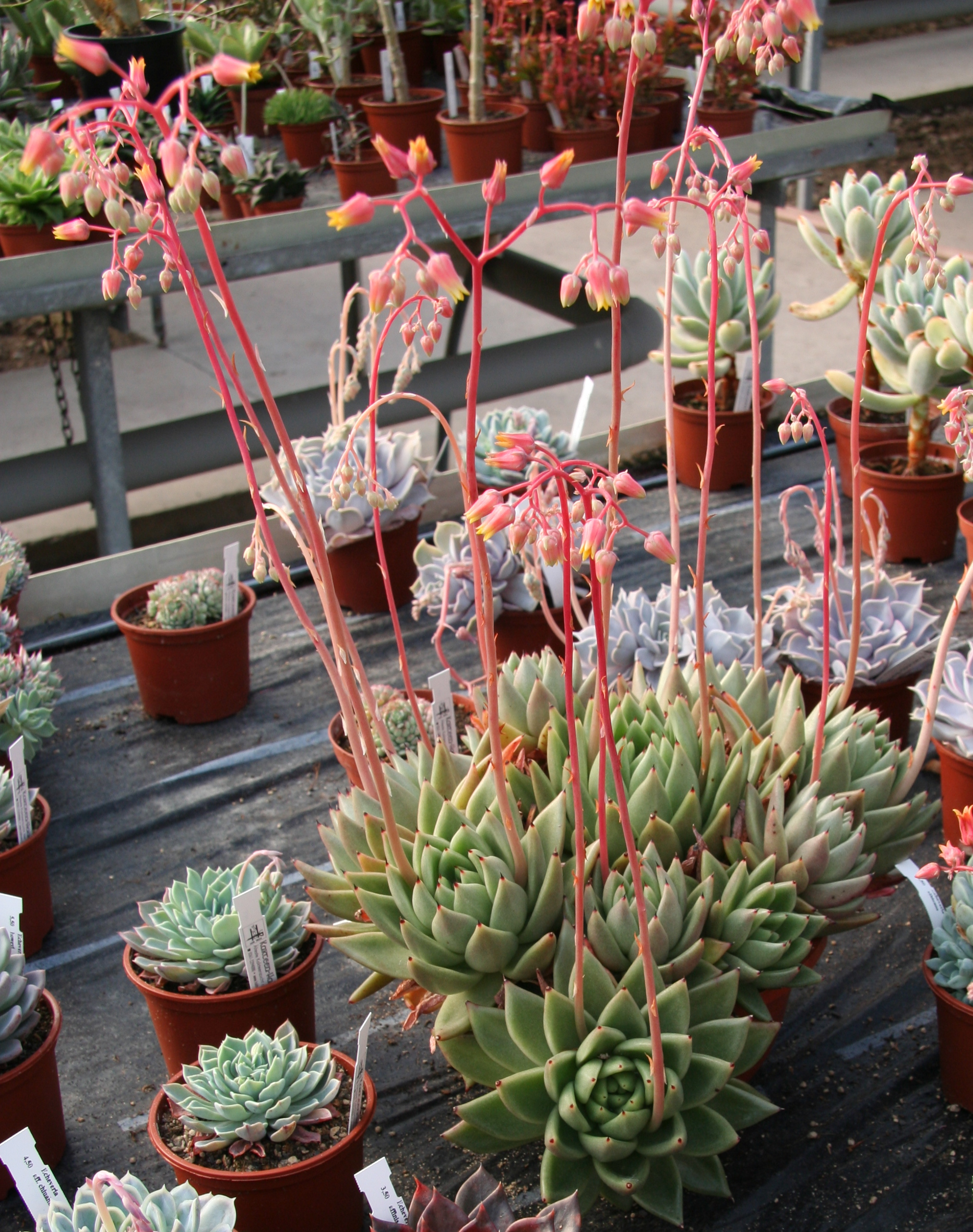
Blütenstand

Echeveria agavoides ist eine Pflanzenart aus der Gattung der Echeverien (Echeveria) in der Familie der Dickblattgewächse (Crassulaceae). Das Artepitheton agavoides leitet sich vom griechischen Suffix -oides für ‚ähneln‘ sowie der Gattung Agave ab und verweist auf das Erscheinungsbild der Art.

## Beschreibung
Echeveria agavoides erreicht in der Regel Wuchshöhen von 5 bis 10 Zentimeter. Der für gewöhnlich unverzweigte Trieb hat einen Durchmesser von 2,5 bis 3 Zentimeter. Die Blattrosetten werden 7 bis 15, manchmal auch bis 35 Zentimeter im Durchmesser. Es werden etwa 20 Blätter ausgebildet. Diese sind eiförmig-dreieckig, zugespitzt 4 bis 7 Zentimeter lang, an der Basis etwa 3 Zentimeter breit und etwa 5 Millimeter dick. Sie sind grün, an den Rändern abgerundet und durchscheinend sowie manchmal entlang der Ränder oder an der Spitze rötlich gefärbt.
Der Blütenstand besteht meist aus zwei Wickeln, deren Zweige einseitswendig-rispig ausgebildet sind. Der schlanke Blütenstiel wird 8 bis 20, manchmal auch bis 30 Millimeter lang. Die wenig ausgebreiteten Kelchblätter sind unter 5 Millimeter lang. Die konisch-urnenförmige, rosarötlich bis orangerote Blütenkrone wird 10 bis 14 Millimeter lang und hat an der Basis einen Durchmesser von 5 bis 8 Millimeter und am Schlund von 5 bis 10 Millimeter.
Die Chromosomenzahl beträgt 58 oder 64.

## Verbreitung und Systematik
Echeveria agavoides ist in Mexiko in den Bundesstaaten San Luis Potosí, Hidalgo, Guanajuato und Durango verbreitet. Eine weitere Quelle listet zusätzlich die mexikanischen Bundesstaaten Jalisco, Coahuila, Aguascalientes und Michoacán.
Die Erstbeschreibung erfolgte 1863 durch Charles Lemaire. Synonyme sind Cotyledon agavoides (Lem.) Baker, Urbinia agavoides (Lem.) Rose, Echeveria yuccoides Morren, Urbinia obscura Rose und Echeveria obscura (Rose) A.Berger.
Die Art ist sehr variabel, auch am Naturstandort.
Urs Egglis Sukkulenten-Lexikon unterscheidet folgende Cultivare:
- Echeveria agavoides ‘Corderoyi’ (Morren) Kimnach (1972), Syn.: Cotyledon corderoyi Baker (1874), Echeveria corderoyi (Baker) E.Morren (1874), Echeveria agavoides var. corderoyi (Baker) von Poellniz (1936): Die Blätter sind kleiner, schmaler, grauer und zahlreicher (60–70), die Blütenkrone ist nur 9 mm lang
- Echeveria agavoides ‘Ebony’ Kimnach & Trager (1992): Blätter graugrün, an den Rändern purpurn bis beinahe schwärzlich bei kühlem Wetter, 5–7 cm lang, 3–3,5 cm breit, beinahe dreieckig. Bildet nur selten Seitensprossen. Wurde im mexikanischen Bundesstaat San Luis Potosí gesammelt
- Echeveria agavoides ‘Multifida’ (E.Walther) Kimnach (1998), Syn.: Echeveria agavoides var. multifida E.Walther (1972): leuchtend rote Blattränder
- Echeveria agavoides ‘Prolifera’ (E.Walther) Kimnach (1998), Syn.: Echeveria agavoides var. prolifera E.Walther (1972): viele Seitensprossen, Blätter 10 bis 12 cm lang, grünlich gelb, 30 oder mehr an der Zahl

Die Art wurde in den 1960er Jahren oft für die Hybridenzucht verwendet.

## Nachweise